# Amaryllis (álbum)
Amaryllis   es el cuarto álbum de la banda de hard rock Shinedown.  Se anunció el 3 de enero de 2012, el mismo día que el primer sencillo, "Bully", fue puesto en libertad, a la venta el 27 de marzo con pre-órdenes de abrir el 17 de enero Un video musical de la canción "Unity "fue lanzado el 12 de marzo Un e-libro acerca de la realización de Amaryllis, titulado por For Your Sake: Inside the Making of Amaryllis, fue lanzado simultáneamente con el álbum. El álbum fue grabado en los Sound Studios, Ocean Way Recording, sin excusas Estudios y Capitol Studios, y fue producido por Rob Cavallo, quien también produjo el álbum anterior de la banda, The Sound of Madness. Amaryllis fue lanzado el Atlantic Records en los Estados Unidos y a través de Roadrunner en otro lugar.
El 22 de octubre de 2014, el álbum fue certificado Oro por la RIAA por ventas de más de 500 000 copias.

## Lista de canciones
Todas las canciones escritas y compuestas por Brent Smith and Dave Bassett except where noted. 
| N.º | Título                                                             | Duración |  |
| 1.  | «Adrenaline»                                                       | 3:26     |  |
| 2.  | «Bully» (Smith, Zach Myers, Bassett)                               | 4:02     |  |
| 3.  | «Amaryllis»                                                        | 4:04     |  |
| 4.  | «Unity» (Smith, Eric Bass, Bassett)                                | 4:12     |  |
| 5.  | «Enemies» (Smith, Bass, Bassett)                                   | 3:08     |  |
| 6.  | «I'm Not Alright» (Smith, Dana Calitri, Nina Ossoff, Kathy Sommer) | 3:07     |  |
| 7.  | «Nowhere Kids» (Smith, Bass, Bassett)                              | 3:11     |  |
| 8.  | «Miracle»                                                          | 3:38     |  |
| 9.  | «I'll Follow You» (Smith, Bass, Bassett)                           | 3:58     |  |
| 10. | «For My Sake»                                                      | 3:47     |  |
| 11. | «My Name (Wearing Me Out)»                                         | 3:36     |  |
| 12. | «Through the Ghost»                                                | 4:01     |  |

Bonus tracks
| Japanese bonus tracks |                                                                      |          |  |
| N.º                   | Título                                                               | Duración |  |
| 13.                   | «Diamond Eyes (Boom-Lay Boom-Lay Boom)»                              | 5:36     |  |
| 14.                   | «Devour» (Live from Washington State)                                | 3:56     |  |
| 15.                   | «Diamond Eyes (Boom-Lay Boom-Lay Boom)» (Live from Washington State) | 5:41     |  |

## Posicionamiento
| Listas (2012)                   | Posición |
| ------------------------------- | -------- |
| Austrian Albums Chart           | 43       |
| Canadian Albums Chart           | 7        |
| Dutch Albums Chart              | 85       |
| German Albums Chart             | 36       |
| Japanese Albums Chart           | 108      |
| Swiss Albums Chart              | 28       |
| UK Albums Chart                 | 18       |
| US Billboard 200                | 4        |
| US Billboard Alternative Albums | 1        |
| US Billboard Hard Rock Albums   | 1        |
| US Billboard Rock Albums        | 1        |

## Personal
- Brent Smith - voces
- Zach Myers - guitarra, coros
- Barry Kerch - tambores, percusión
- Eric Bass - bass, piano, coros